# Karajá

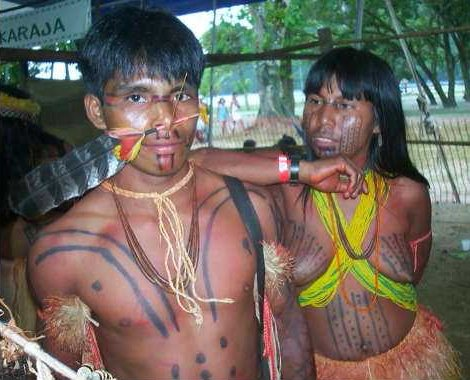
Carajá-Paar

Die Karajá, häufig auch Carajá(s) geschrieben, sind ein indigenes Volk, das in der Umgebung des Rio Araguaia in den brasilianischen Bundesstaaten Mato Grosso, Goiás, Tocantins und Pará lebt. Die vom Stamm genutzte Eigenbezeichnung lautet Iny. Ihre Sprache gehört zur Sprachfamilie Macro-Jê; sie wird Inyrybe (deutsch Die Sprache der Iny) genannt.
Der Stamm unterteilt sich in drei Gruppen: Den Iny mahãdu (manchmal auch Carajá obwohl nur eine Untergruppe des Stammes), den Ixãju mahãdu (auch Javaé genannt) und den Ixãbiòwa (auch Xambioá genannt).
Ein markantes Zeichen der Karajá sind die zwei Kreise, welche sie auf ihre Wangen unterhalb der Augen tätowieren. Der Stamm enthält geschätzte 2.000 Mitglieder und ist, neben den vielen alten Mitglieder, auch unter vielen Jugendlichen und Kinder verbreitet.

## Territorium

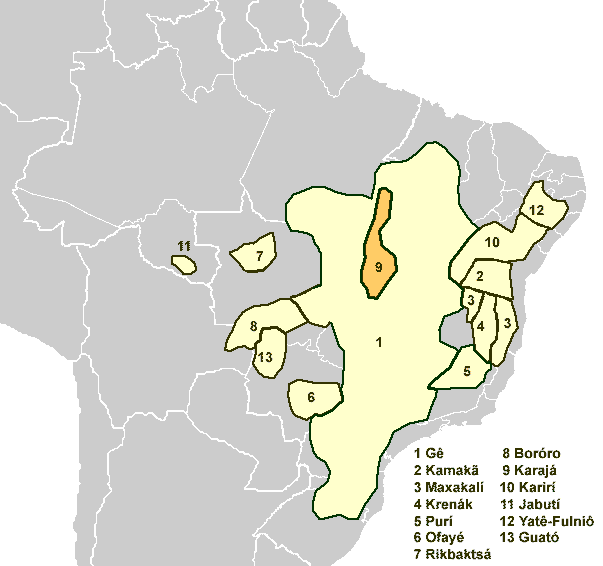
Karajá-Sprachraum (orange)

Die Karajá bevölkern traditionell einen 300 km langen Bereich in Zentral-Brasilien am Ufer des Rio Araguaia in der Gemeinde Aruanã, der Insel Bananal, mit der größten Anzahl an Dörfern, und in der Nähe der Stadt Santa Fé do Araguaia.

## Geschichte
Die erste Begegnung zwischen dem Stamm und europäischen Entdeckern fand im Jahre 1673 statt. 1811 führte das brasilianische Empire mit Sitz in Rio de Janeiro Krieg gegen die Karajá und benachbarte Stämme. Die Karajá und die Xavantes rächten sich durch die Zerstörung des Militärstützpunktes Santa Maria do Araguia im Jahr 1812. Ab der Mitte des 20. Jahrhunderts wurde der Stamm durch das Serviço de Proteção aos Indios (SPI) unter Schutz gestellt.
In den 1980er und 1990er Jahren kämpfte der Karajá Führer Idjarruri Karajá für eine bessere Bildung, Landrechte und Beschäftigungsmöglichkeiten für den Stamm. Er schaffte es im Jahre 1997 Strom und Telekommunikation zu seinem Stamm zu bringen.

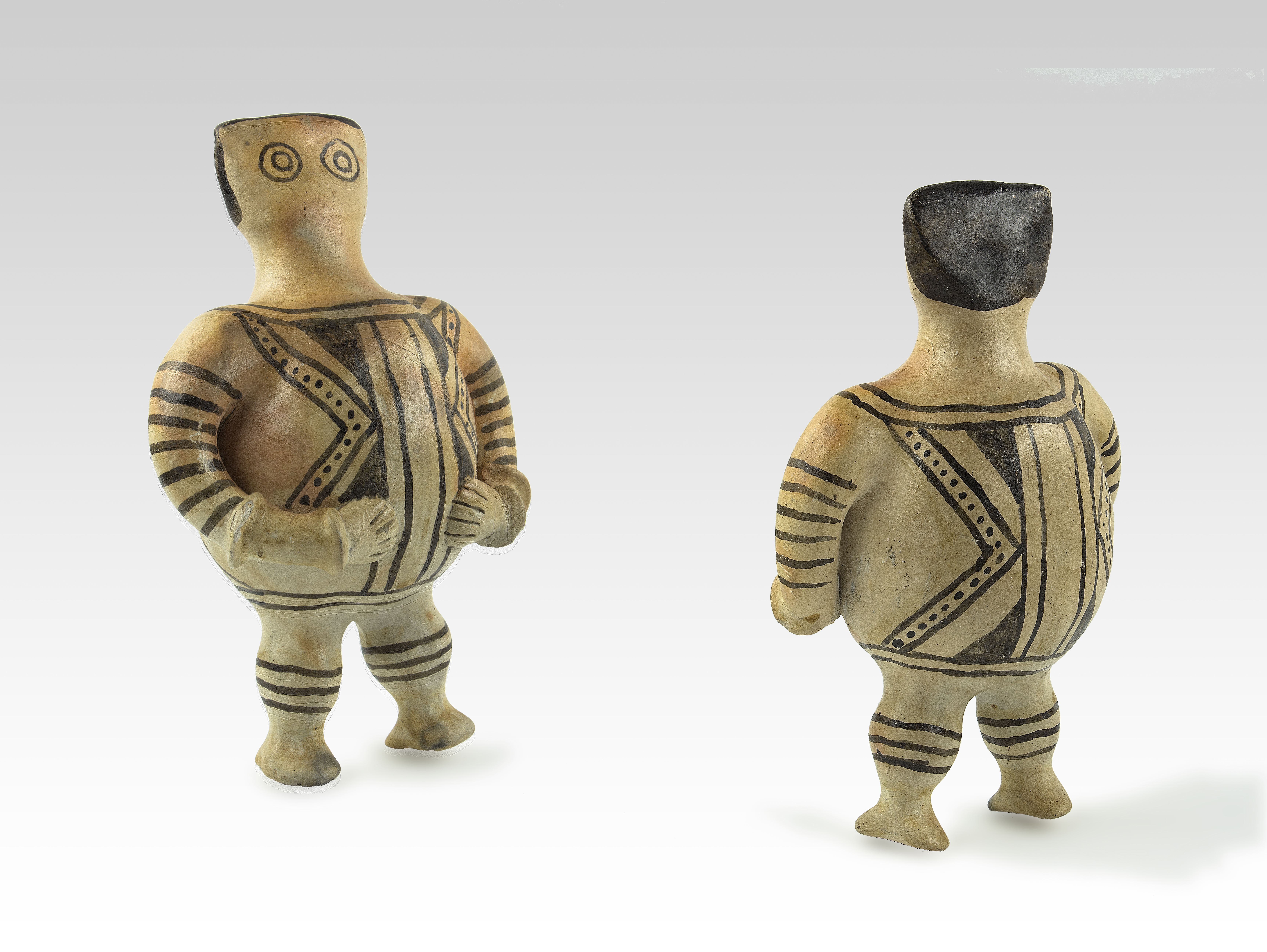
Statuette Keramik
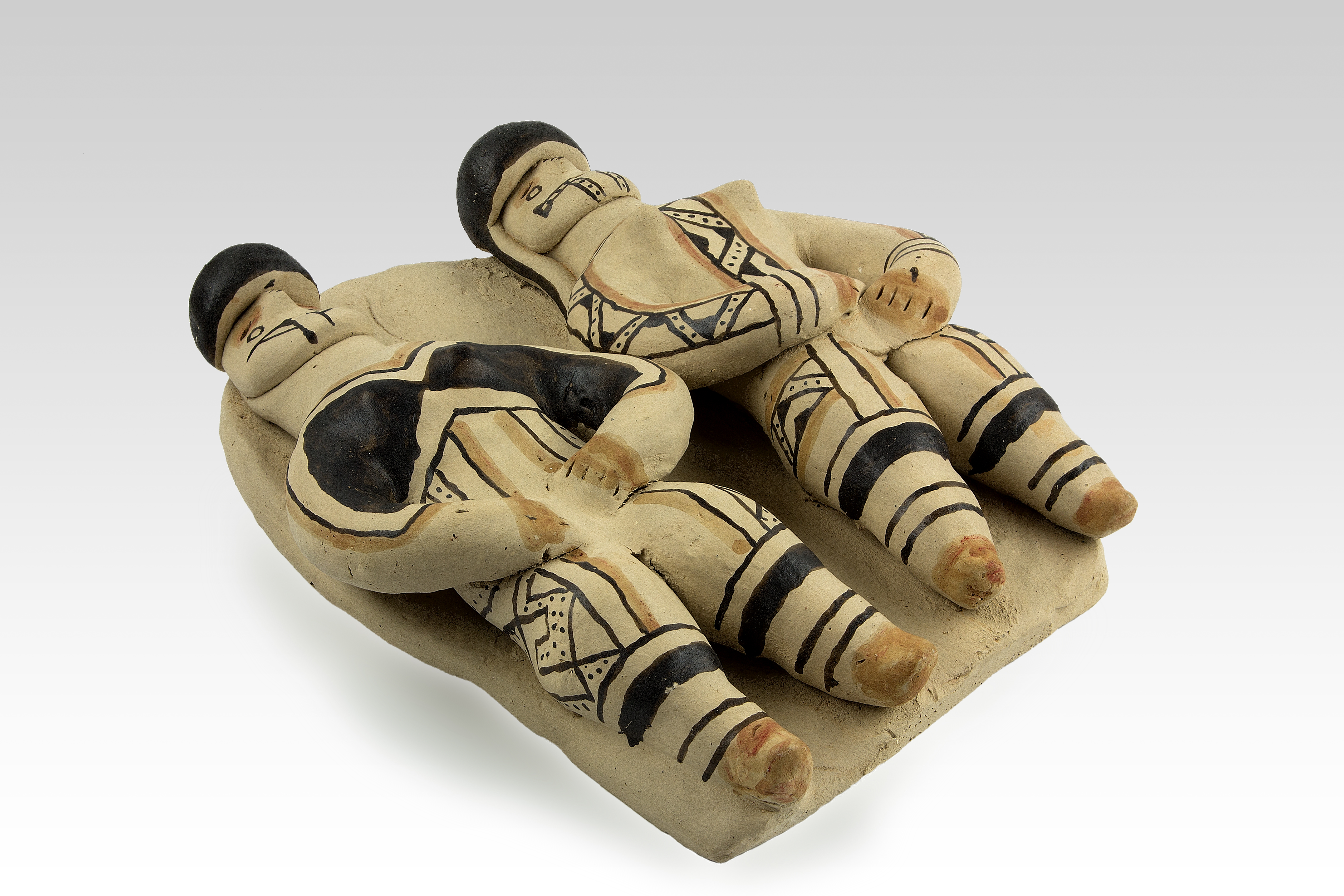
Brautpaar
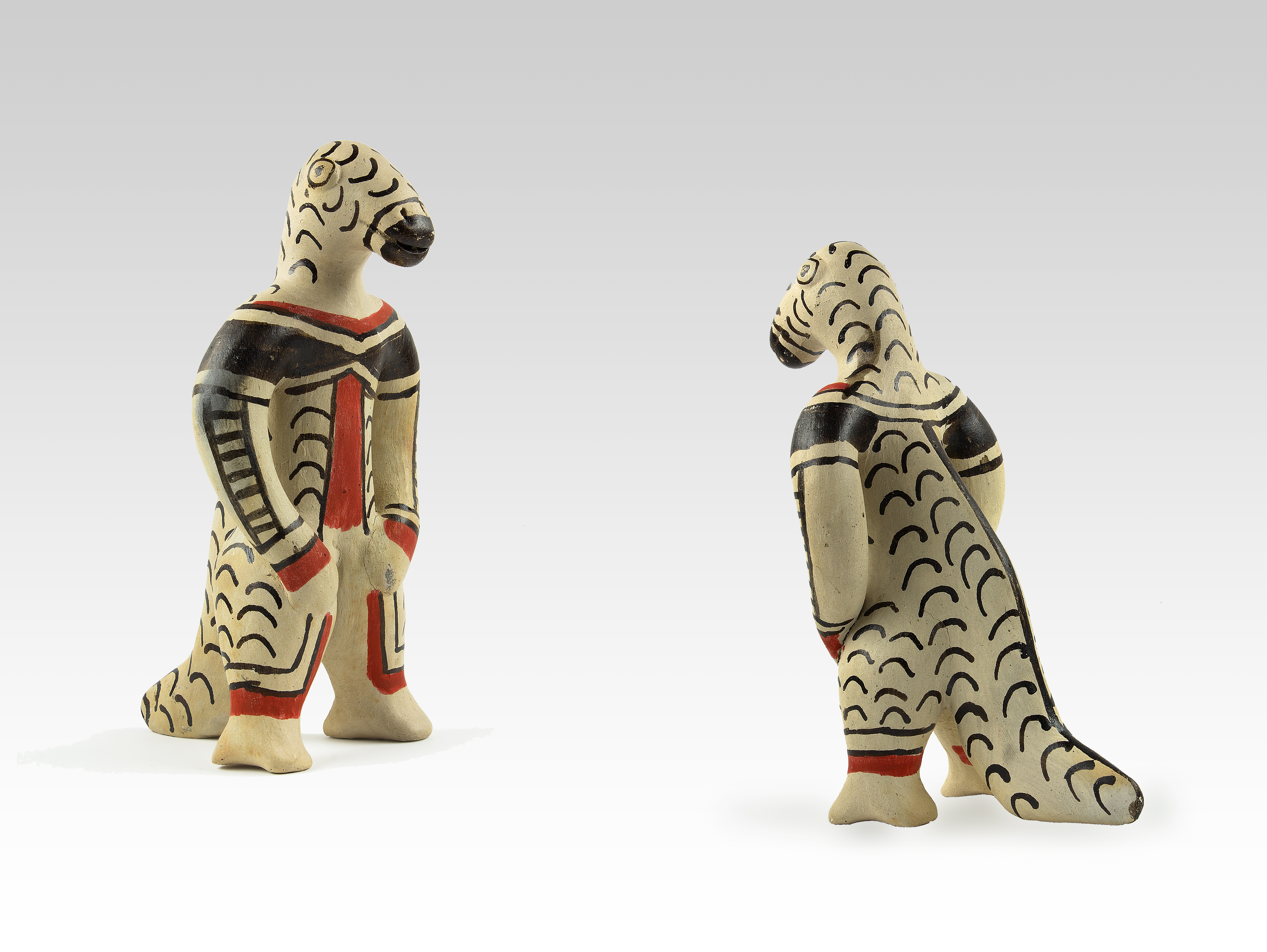
mythisches Wesen Kaiman